# Justine Mathieux
Justine Mathieux (* 20. Juni 1996) ist eine französische Triathletin und Radrennfahrerin. Sie ist nationale Vizemeisterin auf der Triathlon-Langdistanz (2020) und wird als Drittschnellste in der Bestenliste französischer Triathletinnen auf der Ironman-Distanz geführt.

## Werdegang
Justine Mathieux war von 2004 bis 2012 im Schwimmsport aktiv und sie startet seit 2019 als Profi-Triathletin.
Mathieux gewann im September 2020 auf der Triathlon-Mitteldistanz den Ironman 70.3 Les Sables d’Olonne (1,9 km Schwimmen, 90 km Radfahren und 21 km Laufen).
Sie wurde im Oktober 2021 Zweite im Ironman Mallorca.
Im März 2023 wurde Justine Mathieux beim Ironman South Africa als Dritte im Ziel eingelaufene Frau wegen einer nicht ordnungsgemäß absolvierten Zeitstrafe disqualifiziert.

## Sportliche Erfolge
| Datum/Jahr   | Platz | Wettbewerb                       | Austragungsort      | Zeit     | Bemerkung           |
| ------------ | ----- | -------------------------------- | ------------------- | -------- | ------------------- |
| 6. Sep. 2020 | 1     | Ironman 70.3 Les Sables d’Olonne | Les Sables-d’Olonne | 04:17:55 | [ 3 ] [ 4 ]         |
| 2019         | 3     | Triathlon de Gérardmer           | Gérardmer           |          | auf der Kurzdistanz |

| Datum/Jahr    | Platz | Wettbewerb             | Austragungsort    | Zeit     | Bemerkung                                    |
| ------------- | ----- | ---------------------- | ----------------- | -------- | -------------------------------------------- |
| 6. Juli 2025  | 5     | Challenge Roth         | Roth              | 08:45:06 | persönliche Bestzeit auf der Ironman-Distanz |
| 24. Nov. 2024 | 3     | Ironman Mexico         | Cozumel           | 08:51:03 |                                              |
| 19. Aug. 2023 | 2     | Ironman Sweden         | Kalmar            | 08:54:21 |                                              |
| 5. März 2023  | DSQ   | Ironman South Africa   | Port Elizabeth    | –        | nicht ordnungsgemäß absolvierte Zeitstrafe   |
| 16. Okt. 2021 | 2     | Ironman Mallorca       | Alcúdia           | 09:00:38 |                                              |
| 3. Juli 2021  | 3     | Ironman Lanzarote      | Puerto del Carmen | 09:57:16 |                                              |
| 2021          | 3     | Triathlon de Gérardmer | Gérardmer         |          | Triathlon XL                                 |

(DSQ – Disqualifiziert)